# Sinagoga Neve Shalom
La Sinagoga Neve Shalom (en neerlandés: Synagoge Neve Shalom; en hebreo: בית הכנסת נווה שלום) es la única sinagoga de la comunidad judía asquenazí en Surinam.
El lote en Keizerstraat 82 fue adquirido en 1716 por judíos sefardíes. El edificio original fue terminado en 1723 y sustituyó a la primera sinagoga de Surinam en el Jodensavanne, construida con madera entre 1665 y 1671 (pero reconstruida con ladrillos). La sinagoga fue vendida a los asquenazies en 1735, y los sefardíes formaron una comunidad separada conocida como Sedek Ve Shalom. Desde entonces, las dos comunidades se han fusionado, y mantienen servicios en edificios alternos y con ritos alternos.
La sinagoga actual en el Keizerstraat 82, fue diseñada por el arquitecto JF Halfhide, y fue terminada en 1842 o 1843.
La mezquita de Keizerstraat se encuentra junto a la sinagoga.